# 도연진
도연진(1992년 1월 1일 ~ )은 대한민국의 모델이자 배우이다.

## 드라마
- 2020년 OCN 주말 미니시리즈 《번외수사》 ... 손지영 역
- 2020년 tvN 수목 미니시리즈 《구미호뎐》
- 2023년 MBC 금토 미니시리즈 《넘버스 : 빌딩숲의 감시자들》 ... 송여진 역
- 2025년 TVING 오리지널 드라마 《춘화연애담》 ... 화진 역

## 영화
- 2019년 영화 《기방도령》 ... 연실 역
- 2020년 영화 《삼진그룹 영어토익반》 ... 상무비서 역
- 2025년 영화 《나의 탐스러운 사생활》 ... 젬마 역